# フィノッキオーナ
フィノッキオーナ（finocchiona）は豚ひき肉を使用し、フェンネル・シードで味付けし、赤ワインに漬け込んだ、トスカーナの代表的なソーセージ。2015年4月からはPGI製品として保護されている。

## 歴史
フィノッキオーナの起源は、おそらく中世後期またはルネッサンス期まで遡り、美食家と伝えられるニッコロ・マキャヴェッリがフィノッキーナに大きな関心を寄せていたことを物語る手紙の一節がある。当初はフィレンツェを中心に普及していたが（カンピ・ビゼンツィオグレーヴェ・イン・キアンティがその起源を主張している）、伝統的なサラミよりも大きなサイズで包装されている。

## 調理
豚の腹や肩の肉が主に使われ、長い時間をかけて味付けされる。これはトスカーナ人が高価な胡椒の代わりにフェンネル・シードを使ったことに由来している。その後、このサラミの製法はイタリア全土に広がり、数十年前からイタリアでも海外でも「フィノッキオーノ」として知られるようになった。イタリアの大きな豚の肉に風味をつけるためにフェンネルを使うことはこのサラミの唯一の特徴であり、現在はイタリア全土の主要な地域で作られている。
また、雑な材料を使い、短い熟成期間で作られたものある。崩れやすいので、乾燥したサラミよりも厚めに切る必要があり、この特性がsbriciolona（崩れかけ）という呼び名の由来になっている。